# Posina
Pósina (Pózena in veneto) è un comune italiano di 572 abitanti della provincia di Vicenza in Veneto.

## Geografia fisica
Il comune comprende tutta la valle omonima la quale, assieme alla Val di Ferro appartenente al comune di Laghi e alle Valli di Tovo e di Riofreddo appartenenti al comune di Arsiero, forma il bacino del torrente Posina.
Caratteristiche sono le numerose contrade, mentre il centro è situato nel fondovalle alla sinistra orografica del torrente omonimo, che nasce in Val Caprara e che alimenta un laghetto artificiale meta di passeggiate e pesca sportiva. Caratteristiche sono le numerose contrade sparse nel suo ampio territorio.
La valle è una delle più caratteristiche del territorio vicentino; lunga circa 20 km, piuttosto angusta per la tipica forma a "V", collega la Val di Terragnolo, sul confine trentino, con la Valle dell'Astico. È percorsa in tutta la sua lunghezza dal Posina, alimentato dalle acque dei numerosi affluenti, solitamente brevi e a volte di notevole pendenza, che scendono ora tra pareti di roccia nuda, ora tra distese di boschi e di prati.
Dominano la valle i monti Pasubio, Majo, Priaforà e Novegno, mete di escursioni, trekking e passeggiate. Su tutto domina il monte Pasubio a cui si può accedere attraverso le suggestive Val Caprara, Val Sorapache o arrivati al Passo Xomo per la Strada degli Scarubbi o per la Strada delle 52 gallerie, grandiosa opera di ingegneria militare della Grande Guerra. Al Passo della Borcola (1206 s.l.m.) si incrociano la strada per Val Terragnolo e Rovereto col Sentiero Europeo E5 che collega il monte Maggio col Pasubio.
Il clima, piuttosto fresco d'estate, si fa rigido d'inverno, quando una buona parte della vallata resta sempre in ombra.
La vegetazione presenta esemplari tipici della montagna come il pino mugo e il faggio che ricoprono i versanti di Cima Grama, di Monte Majo, di Monte Pruche, quelli a nord di Fusine e i roccioni a nord-est di Monte Cogolo fin quasi a valle. In altre località il faggio è presente insieme con l'abete rosso, il larice, il carpino nero, il castagno. Quest'ultima pianta, indubbiamente importata e che tanta parte ebbe nel passato per la povera economia locale, amante di terreni profondi e acidi, occupa ancor oggi aree estese; il ciliegio selvatico, che rivela la sua presenza soprattutto con le fioriture di primavera o con i fiammanti colori dell'autunno, è presente un po' dovunque.

## Origini del nome
Secondo Giuseppe Pasqualigo, Posina deriva da posse, termine attestato nel latino medievale che significa "possedimento". Rimanderebbe dunque al dominio dei conti di Velo.
In tempi più recenti, questa ipotesi è stata messa in dubbio da Giovanni Mantese, secondo il quale il toponimo ha origini comuni con quello di Fusine, cioè dal latino fuxina-foxina ovvero "officina", riferimento alle attività di estrazione e lavorazione dei metalli. Lo confermerebbero le forme Puxina e Poxina che compaiono nei documenti antichi. Una derivazione analoga ha il toponimo Forni.
Per Carlo Battisti e Dante Olivieri va collegato a pausa, ad indicare un luogo in cui riposa il bestiame.
Il toponimo Posina compare per la prima volta in un documento del 1115 che ricorda la pestilenza e la carestia che avevano colpito il territorio vicentino; non si riferisce tuttavia al centro abitato, ma all'intera val Posina, andando a soppiantare quello di valle Nigriera utilizzato in un diploma imperiale del 19 luglio dell'anno Mille.
Giuseppe Pasqualigo cita un documento del 1200 in cui sono elencati i vari feudi della famiglia Velo, tra cui Posina. Questa notizia non è stata confermata dagli storici successivi che non sono riusciti a individuare lo scritto.
Un altro testo del 1216 attesta che il vescovo di Trento Federico Vanga concesse a tale Olderico di Posena il feudo di Costa Cartura (attuale Costa di Folgaria) perché fosse coltivato. Non è chiaro se con questo toponimo si indicasse il paese o, ancora una volta, la valle.

## Storia

### Medioevo
La valle venne colonizzata da parte di due etnie: dapprima quella euganea-veneto-latina - il che spiega perché Fusine, costruita da gente venuta dal basso e legata ai Velo, fosse considerato il centro più antico di queste contrade e il capoluogo dell'intera vallata fin oltre il 1600 - poi nel XIII secolo quella tedesca, la cui presenza è ancor oggi documentata nella toponomastica.
Posina viene nominata per la prima volta come centro abitato nel 1216 e ricordata come villa del territorio vicentino in uno statuto del 1262, due anni prima che il comune di Vicenza decidesse, lungo questa valle, la costruzione della strada per Rovereto. Pare che Posina godesse di una certa autonomia fin dal 1200, ma solo nel 1462 riuscì a svincolarsi dai Velo e a erigersi a comunità rurale, dotata di un patrimonio proprio; tuttavia restò soggetta ad alcuni oneri dovuti ai Velo, dai quali si liberò solo nel 1690.
Verso la metà del Trecento, durante la dominazione scaligera, il territorio di Posina fu sottoposto, sotto l'aspetto amministrativo, al Vicariato civile di Schio e tale rimase sino alla fine del XVIII secolo.

### Epoca moderna
Come tutto il territorio vicentino, nel 1404 anche la vallata del Posina entrò a far parte della Repubblica di Venezia, restando paese di confine fino al 1918.
Durante la guerra veneto-viscontea del 1439 i posenati, a differenza di altre comunità, restarono dalla parte veneziana. Il contrario avvenne durante la guerra della Lega di Cambrai, quando le truppe di Massimiliano, nel 1510, giunte al Passo della Borcola costrinsero alla fuga i veneziani: per evitare rappresaglie i posenati passarono - come d'altronde fece la città di Vicenza - dalla parte dell'Imperatore; sei anni dopo, tutti i paesi della valle, ritornati sotto Venezia, vennero saccheggiati e incendiati dai tedeschi in ritirata. La peste lasciò segni profondi, come era avvenuto in precedenza nel 1446, nel 1452 e nel 1478.
Nel marzo 1587 Fusine e le due contrade di Laghi e Cavallaro, pur legate con tasse e balzelli ai conti Velo, cominciarono a reggersi come "Comune delle tre contrade" tutelato e protetto dalla città di Vicenza: esse formarono un solo comune - con sede a Fusine - fino al 1689, quando Laghi e Cavallaro, dopo ripetute istanze e liti, ottennero l'autonomia. Fusine rimase comune fino al 1807, anno in cui fu unito a Posina.
Il 1562 fu un anno terribile per la vallata: un'alluvione travolse tre mulini e diverse case, l'inverno fu terribile e segnato dalla fame, con i lupi che scendevano dai monti e assalivano la gente in pieno giorno anche nei paesi più grossi. Non molto diversa fu la situazione negli anni successivi: per tutto il Seicento e il Settecento la miseria, la povertà, le pesanti tasse, le malattie endemiche e il banditismo gravarono sulla gente del paese e dei paesi vicini.
Nel 1685 fu costruita la strada Fusine-Sella-Cavallaro. Nel 1701 la valle fu coinvolta nella Guerra di successione spagnola con passaggio di truppe austriache e conseguenti danni.

### L'Ottocento
Agli inizi dell'Ottocento, la situazione della popolazione non migliorava. Durante l'occupazione francese, che tante speranze ed entusiasmi aveva alimentato nella povera gente, stanchi di subire vessazioni, i montanari marciarono minacciosi dapprima su Schio e Thiene, quindi su Vicenza inneggiando a Venezia, saccheggiando le case dei filo-francesi, chiedendo giustizia, ma furono duramente dispersi e condannati come briganti.
Nel 1802 iniziò l'insegnamento nelle scuole maschili (mentre le classi femminili saranno create solo nel 1870), con sedi presenti a Posina, Fusine, Ganna e Cavallaro. Nel 1807 Fusine si unì a Posina, mentre Cavallaro si unì a Laghi.
Il passaggio sotto il Regno Lombardo-Veneto segnò un periodo di maggiore tranquillità. Nel 1816 fu introdotta nella valle la coltura della patata.
Quando però nel 1848 le Province Venete insorsero contro l'Austria, i posenati, guidati dal loro parroco, si posero a difesa del Passo della Borcola. Durante la Repubblica Romana (1848-49) rappresentanti di Posina erano presenti a Roma, altri appartenevano ai "Crociati Vicentini" e nel giugno 1848 combatterono per la difesa di Vicenza. Nel 1859 alcuni giovani del paese emigrarono in Piemonte per arruolarsi nell'esercito piemontese; qualcuno nel 1860 fu con Garibaldi in Sicilia e nel 1867 era ancora con lui a Mentana.
Con l'annessione del Veneto al Regno d'Italia nel 1866, Posina ritornò ad essere terra di confine.
Nel 1880 Fusine era nota per le numerose fabbriche di chiodi che venivano prodotti a mano, lavorazioni che scomparvero in seguito alla meccanizzazione della produzione; l'ultimo forgiatore lavorò fino al 1950.
Nel 1891 fu aperta la strada degli stancari da Arsiero a Rio Freddo. Nel febbraio 1910 arrivò nella valle la corrente elettrica. Nel 1911 fu aperta la strada della strenta, la strettoia prima di Castana. Nel 1914 rientrarono dall'estero ben 350 emigranti.

### Il Novecento
Con lo scoppio della prima guerra mondiale, Posina venne a trovarsi in prima linea. Nei primi giorni del conflitto, fine maggio 1915, gli italiani migliorarono le posizioni di confine occupando il Col Santo, la Costa della Borcola, la Borcola, la Borcoletta e il Monte Maggio; gli alpini del VI Verona, guidati da Luigi Beber della posinate contrà Doppio, conquistarono il Pasubio. Gli abitanti in grado di lavorare, uomini donne ragazzi e ragazze, furono adibiti ai lavori militari (strade e difese).
Un mese dopo, le 265 famiglie delle contrade alte (Cervi, Griso, Lighezzoli, Colli, Ressi, Leder, Costa, Xomo, Spagnoli, Mogentale, Spini, Sella, Fornasa, Tamazzolo, Pui, Pelle, Monte) trovarono rifugio nelle contrade più in basso. Era proibito suonare le campane: in cambio ogni sera in piazza suonava la fanfara. La canonica venne occupata dalle truppe. Un ospedaletto da campo fu sistemato nell'asilo, in casa Zambon e Leder. Nel rigido inverno la popolazione si diede da fare per alleviare le fatiche e le tribolazioni dei soldati, con viveri e indumenti di lana.
Il 18 maggio 1916, sotto l'incalzare del nemico durante la Strafexpedition, venne intimato lo sgombero immediato della popolazione: la sede del Comune fu portata a Longare, mentre la popolazione dispersa nel vicentino. La valle fu occupata dagli austriaci, che si ritirarono nel luglio dello stesso anno, ma la guerra continuò e la gente ottenne di ritornare solo tra il febbraio e il maggio 1919.
La non facile opera di ricostruzione fu affidata all'impresa Toffanin di Lonigo, che riparò o ricostruì con circa 1000 operai, quasi tutti del luogo, ben 700 edifici di Posina e Laghi.
Agli inizi degli anni trenta, però, iniziò lo spopolamento della vallata, per l'emigrazione in pianura o all'estero. Nel 1931 furono riattivate le strade Posina-Borcola e Fusine-località Costamala.
Durante la seconda guerra mondiale, una decina di famiglie di profughi ebrei (28 adulti e 7 minori) furono internate a varie riprese a Posina. Al momento dell'occupazione tedesca, 21 ebrei ancora risultavano residenti in paese ma già a metà settembre 1943 lo abbandonarono, dirigendosi verso sud nel tentativo di raggiungere le zone liberate. La fuga ebbe successo. Nessuno degli internati di Posina risulta tra le vittime dell'Olocausto, se si eccettua il caso dell'anziano Sigrif Graf, deceduto per malattia il 15 ottobre 1942 all’Ospedale di Vittorio Veneto.  In paese intanto la situazione si fece drammatica. Posina divenne presidio tedesco, stretto in una morsa dalle forze partigiane della "Garemi": le contrade furono incendiate e la gente deportata.
Come nel primo dopoguerra, anche nel secondo riprese l'esodo della popolazione verso terre lontane e verso la pianura vicentina, mentre chi restava ha trovato lavoro come pendolare nelle vicine zone artigianali di Arsiero e Velo d'Astico oppure esercita qualche attività legata al turismo.

## Monumenti e luoghi d'interesse

### Architetture religiose

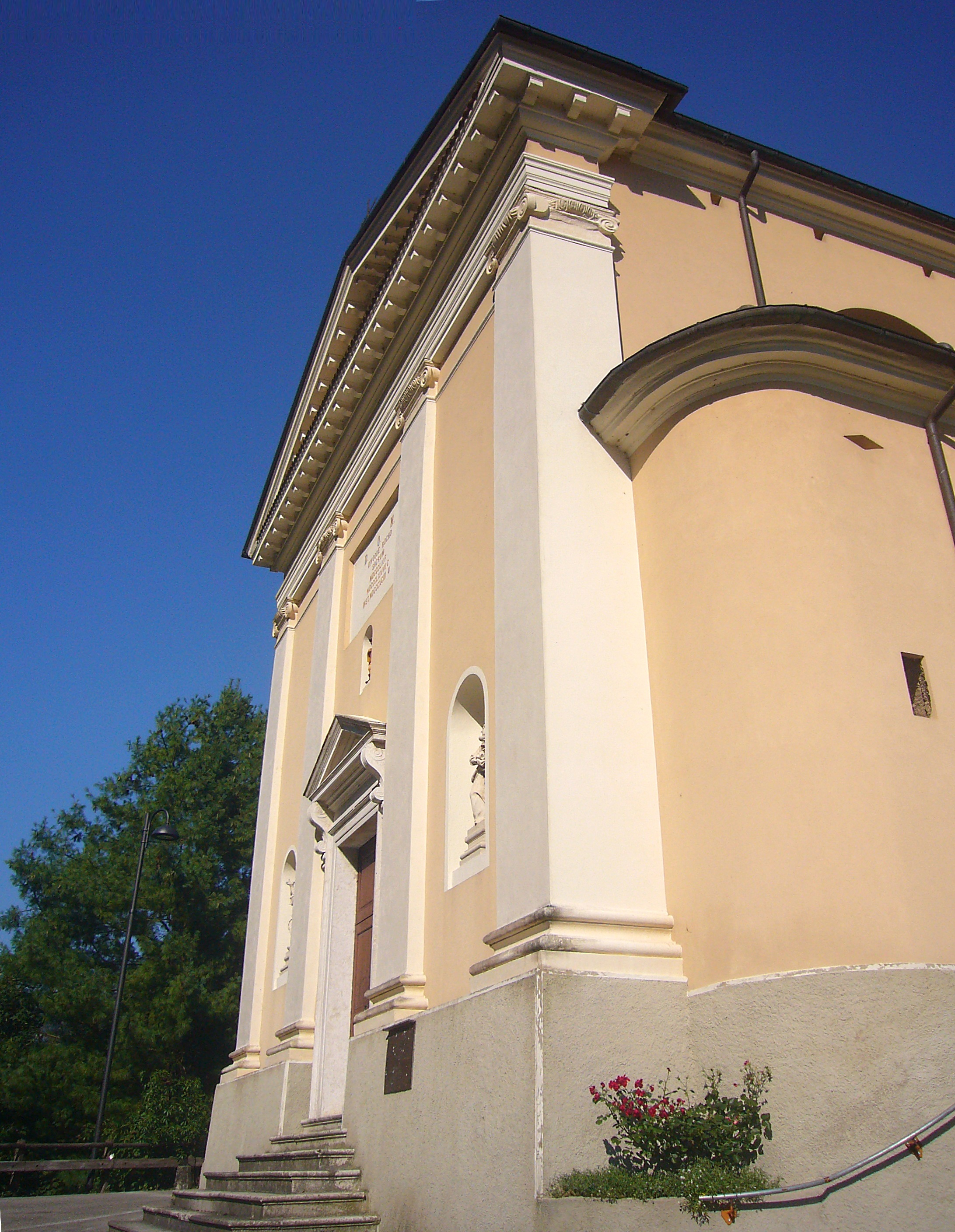
La chiesa di San Rocco a Fusine

Chiesa di Santa Margherita, vergine e martire, a Posina
La prima chiesa di Posina risale probabilmente al XIII secolo ed è legata alla colonizzazione germanica della vallata: la devozione a questa santa era particolarmente viva presso i lavoratori tedeschi. Fu costituita in parrocchia separata dalla pieve di Velo, data la grande distanza (propter longam distantiam), nel febbraio 1403: comprendeva anche Fusine, Cavallaio e Laghi. Fino a tutto il secolo XV operarono rettori tedeschi.
La vecchia chiesa, in stile gotico, era dotata di porticato anteriore; fu riedificata, molto più grande e in stile corinzio, nel 1561. L'attuale, dato il forte aumento della popolazione, fu costruita due secoli più tardi e consacrata nell'agosto nel 1764. Nel corso dell'Ottocento fu abbellita e arricchita di opere d'arte tanto da essere considerata dal Pasqualigo una delle più belle del territorio. Contava già sei altari in marmo cavato dal Monte Maggio e alcune buone tele (Carpioni, Puppin, Scalari...).
Fu gravemente danneggiata e saccheggiata durante la prima guerra mondiale; in quell'occasione fu distrutto pure il pregiato organo costruito nel 1766, della fabbrica di Callido. Fu riaperta al culto nell'agosto del 1919, ma i radicali lavori furono compiuti solo due anni dopo. Poté riavere il suo organo (opera della ditta Zordan di Cogollo) e nuovi arredi grazie anche agli aiuti della parrocchia di Caldogno e dei vicariati di Cologna e San Bonifacio, dove i Posenati avevano trovato rifugio.
Oggi questa chiesa si presenta accogliente e degna di essere visitata; dei sette altari, è particolarmente interessante quello del Rosario. Il campanile sorge su un dosso sopra la chiesa, al di là della strada. Già prima della guerra piuttosto malandato, lesionato durante il conflitto in modo irreparabile, venne ricostruito nella forma attuale nel 1927. Qui è immurato il leone di San Marco, che segnava il confine dalla Serenissima al Passo della Borcola.
Chiesa di San Rocco, a Fusine
La prima chiesa di San Rocco fu probabilmente costruita nello stesso periodo di quella di Posina. Verso la metà del 1500 - scrive il Pasqualigo - "venne un giorno atterrata dal Posina traboccante" e fu ricostruita in posizione più sicura. Quella attuale -situata sulla destra del Posina, una cinquantina di metri sopra la strada- fu terminata nel 1877; durante il primo conflitto subì gravi danni, riparati agli inizi degli anni venti.
Chiesetta di Monte Maio ai Cervi
Dedicata ai caduti della Valposina dove si trovava un "punto di sosta d'obbligo per gli scampati dalle trincee, per i feriti e i morti... per chi saliva verso la montagna a combattere…"; essa aveva accanto un ospedale da campo e un centro di ristoro.
Chiesetta di Bettale
Conserva l'unica bellissima campana salvatasi dalla distruzione del campanile della parrocchiale nella prima guerra mondiale e una Madonna lignea del 1400.

### Paesaggio
Dal fondovalle numerosi sentieri raggiungono le contrade e i pascoli alti per proseguire verso le cime del Novegno, del Gamonda, del Pasubio, del Majo e del Maggio. Di origini antichissima, utilizzati e migliorati nel primo conflitto, abbandonati in parte dopo gli anni sessanta, sono stati in parte recuperati dal C.A.I. di Thiene.
Interessante per chi intende conoscere alcune fra le più ridenti contrade di Posina è il "Giro delle Contrade", partendo e ritornando a Posina, tra boschi di castagni e prati erbosi dopo aver toccato le contrade Fuccenecco, Telder, Collo, Paoli, Leparo, Balàn, Ressi, Sega.

## Società

### Evoluzione demografica
Abitanti censiti

## Cultura

### Istruzione
Nel capoluogo vi è la Biblioteca civica, che fa parte della rete di biblioteche vicentine "Biblioinrete", insieme alla maggior parte della biblioteche appartenenti alla Rete Bibliotecaria Vicentina.

#### Scuole
A Posina vi sono una scuola dell'infanzia e una scuola primaria, entrambe statali.

### Eventi
Manifestazioni tradizionali:
- Annuale celebrazione in onore dei Caduti della Valposina (ultima domenica di luglio)
- Sagra di San Rocco (16 agosto in frazione Fusine)
- Sagra della Consacrazione (ultima domenica di agosto a Posina)
- Mostra Mercato dei Prodotti agricoli (ultima domenica di Ottobre a Posina)

## Geografia antropica
L'unica frazione di Posina è quella di Fusine. Sul territorio vi è oltre un centinaio di contrade sparse, alcune costruite lungo la strada di fondovalle, altre sulle pendici della montagna, talora su di un poggio soleggiato dominante la valle, altre volte su un pianoro.

## Economia
Fino agli anni sessanta del Novecento per gli abitanti di Posina l'attività più importante fu l'agricoltura, che vantava una tradizione secolare e soprattutto nella seconda metà del secolo precedente aveva avuto un incremento notevole. In quegli anni, scrive il Pasqualigo, "tornò generale in questi abitanti sia di migliorare le sementi che di ridurre i terreni sfruttando le possibilità di irrigazione".
Tuttavia il prodotto delle terre arative, frumento, sorgo, formenton, fu sempre piuttosto "limitato" rispetto alle esigenze della numerosa popolazione; "immenso tornava invece quello dei frutti, pesche, ciliege, noci, castagne, che a vilissimo prezzo... vengono condotti nei mercati della pianura". Nel 1877 fu introdotta, in via sperimentale, anche la coltivazione del tabacco.
Riferendosi alla zootecnia, il Pasqualigo esalta "le eccellenti vacche da latte e i buoi ingrassati che pesano alle volte da 10 a 16 e fino a 20 quintali".
Nel corso della seconda metà del Novecento l'agricoltura è diventata un'attività marginale, sostituita da altre fonti di reddito, quali l'artigianato e l'industria; una grossa fetta della manodopera locale trova però occupazione a Seghe di Velo e ad Arsiero. Diverse sono le imprese artigiane impegnate nella lavorazione del legno, nell'edilizia, nelle confezioni.
In località Zanchi è stata creata una zona artigianale, anche se oggi è venuto a mancare un artigianato specifico, come quello delle borchie da scarpe e dei chiodi: nelle numerose fucine (una trentina) situate lungo il Posina, come fanno fede i toponimi Forni Alti e Fusine, fino agli anni '30 si lavorò intensamente il ferro e una buona parte dei manufatti veniva assorbita come si diceva allora "dal governo"; poi la secolare attività non seppe trovare strade alternative e a poco a poco si spense; così come si spensero, soppiantati da nuove tecnologie, i ben 13 mulini ricordati da Pasqualigo.
In contrà Lissa sorge uno stabilimento per l'imbottigliamento dell'acqua minerale, la "Fonti di Posina spa".
Nel secondo dopoguerra nella valle si è sviluppato il turismo, portato avanti in maniera familiare e limitato rispetto alle possibilità paesaggistiche della zona: il paese offre strutture ricettive per un turismo tranquillo, indicato per il soggiorno della terza età e dell'infanzia.
I ristoranti sono numerosi, frequentati e noti in tutto l'Alto Vicentino. Tutta la vallata è nota per la bontà e genuinità dei prodotti agricoli locali; le specialità gastronomiche sono: gnocchi prodotti con le patate locali, trote, formaggi e insaccati.

## Infrastrutture e trasporti
Bocchetta Campiglia, inizio della storica Strada delle 52 gallerie, dista circa dieci chilometri.
Le strade secondarie, lontane dal traffico automobilistico, sono utilizzate nella bella stagione da molti ciclisti con mezzi sia da strada che mountain bike.

## Amministrazione
| Periodo          | Periodo          | Primo cittadino    | Partito                                | Carica                  | Note |
| ---------------- | ---------------- | ------------------ | -------------------------------------- | ----------------------- | ---- |
| 23 giugno 1985   | 9 maggio 1990    | Ugo Cervo          | DC                                     | Sindaco                 |      |
| 9 maggio 1990    | 10 agosto 1990   | Filippo Rubino     | -                                      | commissario prefettizio |      |
| 21 agosto 1990   | 20 novembre 1995 | Paolo Pertile      | indipendente                           | Sindaco                 |      |
| 20 novembre 1995 | 17 aprile 2000   | Paolo Pertile      | lista civica                           | Sindaco                 |      |
| 17 aprile 2000   | 5 aprile 2005    | Paolo Pertile      | lista civica di centrosinistra         | Sindaco                 |      |
| 5 aprile 2005    | 30 marzo 2010    | Andrea Cecchellero | lista civica                           | Sindaco                 |      |
| 30 marzo 2010    | 1º giugno 2015   | Andrea Cecchellero | Lega Nord                              | Sindaco                 |      |
| 1º giugno 2015   | in carica        | Andrea Cecchellero | lista civica Per Posina e la sua gente | Sindaco                 |      |

## Sport
Il piccolo paese vanta una società di calcio a 5, l'Alto Astico Posina, che disputa attualmente il campionato veneto di Serie D e gioca le gare interne presso la palestra di Velo d'Astico.